# Economie di scala
La locuzione economie di scala (economies of scale) è usata in economia per indicare la relazione esistente tra aumento della scala di produzione (di un'impresa, di un'unità produttiva o di un impianto) e diminuzione del costo unitario del prodotto.
Il costo unitario è dato dal costo totale diviso per la quantità prodotta e corrisponde al costo medio. Secondo le ricerche condotte dagli economisti Robert D. Atkinson e Michael Lind sul rapporto tra dimensioni dell'impresa e performance economiche, le imprese più grandi tendono, in media, a presentare livelli più elevati di produttività, maggiore capacità di innovazione e maggiore competitività sui mercati nazionali e internazionali rispetto alle loro controparti più piccole.
Al successo di economie di scala concorrono diversi aspetti: fattori tecnici, statistici, organizzativi o connessi al grado di controllo del mercato, la non ottimizzazione di tutti gli aspetti può avere come conseguenza diseconomie di scala.

## La delimitazione della nozione di economie di scala
Al fine di fare chiarezza è bene notare che le economie di scala vanno tenute distinte, da un lato, dai rendimenti di scala crescenti, dall'altro, dall'aumento nel grado di utilizzo della capacità produttiva.

### Economie di scala e rendimenti crescenti di scala
I rendimenti di scala si riferiscono alla relazione esistente tra variazione degli input di produzione e variazione dell'output. Questa relazione è quindi espressa in termini "fisici". Invece quando si parla di economie di scala la relazione presa in esame è quella tra il costo medio di produzione e la dimensione di scala. Le economie di scala tengono quindi conto dei prezzi degli input. Se i prezzi degli input rimangono invariati al crescere delle quantità acquistate, le nozioni di rendimenti crescenti di scala ed economie di scala possono essere considerate equivalenti. Se però i prezzi degli input variano in relazione alle quantità acquistate dall'impresa, è necessario distinguere tra rendimenti di scala ed economie di scala. Il concetto di economie di scala è più generale rispetto a quello di rendimenti di scala poiché include la possibilità di una riduzione nel prezzo degli input quando la quantità acquistata degli input cresce all'aumentare della scala di produzione.

### Economie di scala ed economia d'impianto
Occorre distinguere le economie di scala dal miglioramento nel grado di utilizzo della capacità produttiva di un dato impianto.
La capacità produttiva (productive capacity) di un impianto può essere definita come quel livello di output che permette di utilizzare gli input nel modo tecnicamente ed economicamente più efficiente, e corrisponde quindi a quel volume di produzione per unità di tempo cui è associato il costo medio minore, quando sia data e costante la scala di produzione.
Vale la pena notare che la presenza di input, che comportano costi fissi, conduce alle cosiddette economie di impianto (economies of plant), cioè quelle derivanti dall'aumento della produzione per volumi che sono sotto la capacità produttiva ottima, e non a economie di scala, come, tra gli altri, notarono giustamente Nicholas Georgescu-Roegen (1966) e Nicholas Kaldor (1972).

### La relazione formale costi-quantità
In termini formali, è possibile rappresentare le economie di scala con una relazione semplificata tra costo (C) e quantità (q) del tipo:
(1) {\displaystyle \ C(q)=kq^{h}}
dove k è una costante positiva e h è un parametro che rappresenta l'elasticità di costo ed è compreso tra 0 e 1, estremi esclusi.
In base alla (1) la relazione costi-quantità non è lineare: i costi aumentano meno che proporzionalmente rispetto alla quantità.

## Le determinanti delle economie di scala

### Economie nel mantenimento di scorte e nella capacità produttiva di riserva
Alla base delle economie di scala vi sono anche i rendimenti di scala collegati ai fattori statistici relativi alla necessità dell'impresa di prevedere cambiamenti futuri della domanda di mercato.
Infatti, in linea tendenziale, più grande è la scala di produzione, più piccola sarà in proporzione la quantità di scorte necessaria a far fronte ad esigenze impreviste (economie di scorte o economies of massed reserves or resources) e la capacità produttiva di riserva (economie di capacità di riserva).
L'aumento meno che proporzionale del volume di scorte e di capacità produttiva di riserva deriva dalla particolare distribuzione delle medie campionarie: al crescere della numerosità del campione, la varianza della distribuzione delle medie campionarie diminuisce. Dato un certo intervallo di confidenza, questo produce una restrizione dell'intervallo di stima. In pratica, al crescere del campione, dato il grado di "affidabilità" della stima, siamo in grado di fare previsioni via via più precise.

### Economie nelle transazioni
Una dimensione di scala maggiore determina in genere un maggiore potere contrattuale sui prezzi degli input e quindi beneficiare di economie pecuniarie nelle condizioni di acquisto di materie prime e beni intermedi rispetto alle imprese che fanno ordinazioni di ammontare minore. Si parla in tal caso di economie pecuniarie o monetarie, per mettere in evidenza il fatto che niente cambia dal punto di vista "fisico" dei rendimenti di scala. Inoltre i contratti di fornitura comportano costi fissi, e quindi un aumento nella quantità scambiata, associato a un incremento della scala di produzione, comporta costi medi decrescenti. Allo stesso modo un’impresa più grande può essere avvantaggiata, rispetto a una più piccola, nel reperimento di capitale monetario con costi minori di finanziamento degli investimenti.

### Economie derivanti dal bilanciamento della capacità produttiva
Le economie di bilanciamento della capacità produttiva derivano dalla possibilità che una scala maggiore di produzione comporti un utilizzo più efficiente delle capacità produttive delle singole fasi del processo produttivo. Se gli input sono indivisibili e complementari, una piccola scala può essere soggetta a tempi d’inattività o a fenomeni di sottoutilizzazione delle capacità produttive di alcuni sotto-processi. Una scala di produzione maggiore può rendere compatibili le differenti capacità produttive. La riduzione dei tempi d’inattività macchinari è cruciale nel caso di un elevato costo dei macchinari.

#### Economie riguardanti le informazioni e le conoscenze
Le economie di scala riguardanti la gestione delle informazioni e delle conoscenze sono principalmente dovute al fatto che in molte attività produttive l’ammontare di informazioni e conoscenze richiesto è indipendente dalla scala di produzione. Per esempio, il controllo delle bozze di un libro comporta economie di scala poiché il costo per unità di prodotto di questa attività decresce all’aumentare della dimensione di scala.

### Economie derivanti dalla divisione del lavoro e dall’utilizzo di tecniche superiori
Una dimensione di scala maggiore consente una più efficiente divisione del lavoro. Le economie di divisione del lavoro derivano dall’aumento della velocità di produzione, dalla possibilità di utilizzare personale specializzato e di adottare tecniche più efficienti. Un aumento della divisione del lavoro comporta inevitabilmente mutamenti nella qualità degli input e degli output.

### Economie manageriali
Molte attività amministrative e organizzative sono perlopiù di tipo cognitivo e, quindi, in gran parte indipendenti dalla scala di produzione. Quando la dimensione dell’impresa e la divisione del lavoro aumentano, si hanno una serie di vantaggi dovuti alla possibilità di rendere più efficace la gestione organizzativa e di perfezionare le tecniche di contabilità e controllo. Inoltre le procedure e le routine che si sono rivelate migliori possono essere riprodotte dai manager in tempi e luoghi differenti.

### Economie di dimensione
Le economie di dimensione derivano dalla tridimensionalità dello spazio. Si pensi al caso dei contenitori, come cisterne, tubi, forni. Se consideriamo tubazioni di dimensioni via via maggiori, l’aumento del costo è approssimativamente pari all’aumento della superficie, mentre la capacità produttiva è data dal volume che cresce più che proporzionalmente rispetto alla superficie. In alcune produzioni, un aumento della dimensione dell’impianto riduce non solo il costo dell’investimento per unità di prodotto, ma anche il costo medio variabile, grazie al risparmio di energia derivante dalla minor dispersione di calore ottenuta tramite la diminuzione del rapporto superficie/volume dell’impianto. Le economie di dimensione sono spesso interpretate in modo erroneo, a causa della confusione tra indivisibilità e tridimensionalità dello spazio. Questa confusione nasce dal fatto che gli elementi di produzione tridimensionali, come tubature e forni, una volta installati e operanti, sono sempre tecnicamente indivisibili. Le economie di scala dovute all’aumento della dimensione non dipendono tuttavia dalla indivisibilità ma esclusivamente dalla tridimensionalità dello spazio. L’indivisibilità comporta, infatti, solamente l’esistenza di economie di scala prodotte dal bilanciamento delle capacità produttive, considerate sopra; oppure di rendimenti crescenti rispetto al singolo impianto, dovuti a un suo migliore utilizzo al crescere della quantità prodotta. Questo ultimo fenomeno non ha però niente a che fare con le economie di scala che, per definizione, sono legate all’utilizzo di un impianto più grande.

## Economie di apprendimento e di crescita
Le economie di apprendimento e di crescita sono alla base delle economie di scala dinamiche, associate al processo di crescita della dimensione di scala e non, come nei punti precedenti, alla dimensione di scala di per sé. L’apprendimento sul posto di lavoro migliora l’abilità di esecuzione e favorisce l’introduzione di innovazioni incrementali con un progressivo abbassamento dei costi medi. Le economie di apprendimento sono direttamente proporzionali alla produzione cumulata nel tempo, partendo dall'inizio del ciclo di vita di un prodotto. La relazione tra la produzione cumulata e i costi unitari è stata sintetizzata nella curva di esperienza. 
Le economie di crescita si verificano quando un’impresa acquisisce dei vantaggi aumentando la sua dimensione. Tali economie sono dovute alla presenza di qualche risorsa o competenza non pienamente utilizzata, o all’esistenza di specifiche situazioni di mercato che creano un vantaggio durante il processo di espansione dell’impresa. Si badi che le economie di crescita scompaiono una volta che il processo di espansione della dimensione di scala è completato. Ad esempio, un’impresa, che possiede una catena di supermercati, trae beneficio da economia di crescita se, aprendo un nuovo supermercato, ottiene un aumento del prezzo dei terreni che essa possiede attorno al nuovo supermercato. La vendita di questi terreni a operatori economici, che desiderano aprire esercizi commerciali nelle vicinanze del supermercato, permette all’impresa in questione di realizzare un guadagno, lucrando sulla rivalutazione del valore dei terreni edificabili.

## Potere di mercato e attività d’influenza e lobbying
Un’ampia quota di mercato può comportare un elevato potere sul mercato degli input e degli output dell’impresa e facilitare le attività d’influenza e di lobbying per ottenere normative favorevoli, a scapito dei consumatori.

## Le economie di scala e la tendenza verso il monopolio: il dilemma di Cournot
Una logica conseguenza della presenza di economie di scala è che la prima impresa capace di aumentare la scala di produzione può estromettere, grazie ai costi unitari più bassi, le altre imprese operanti sul mercato, diventando quindi monopolista. È stato però notato che in numerosi settori industriali si riscontra la presenza di numerose imprese di diverse dimensioni e strutture organizzative, nonostante la presenza di rilevanti economie di scala. Questa contraddizione, tra l’evidenza empirica riguardante la forma di mercato e l’incompatibilità logica fra economie di scala e concorrenza, è stata denominata dilemma di Cournot. Come osserva Mario Morroni (2010, pp. 152-54), il dilemma di Cournot appare irrisolvibile se si considerano solo gli effetti delle economie di scala sulla forma di mercato. Se invece si amplia l’analisi, includendo anche gli aspetti che riguardano lo sviluppo delle conoscenze e l’organizzazione delle transazioni, è possibile concludere che non sempre le economie di scala portano al monopolio. Infatti, i vantaggi competitivi derivanti dallo sviluppo delle capabilities dell’impresa e dalla gestione delle transazioni con i fornitori e i clienti finali possono controbilanciare quelli forniti dalla dimensione di scala, contrastando così la tendenza verso il monopolio insita nelle economie di scala. In altre parole, l’eterogeneità delle forme organizzative e delle dimensioni delle imprese operanti in un settore di attività può essere determinata da fattori riguardanti la qualità dei prodotti, la flessibilità produttiva, le modalità contrattuali, le opportunità di apprendimento, l’eterogeneità delle preferenze dei clienti che esprimono una domanda differenziata rispetto alla qualità del prodotto, e l’assistenza prima e dopo la vendita. Possono dunque coesistere nello stesso settore di attività forme organizzative molto diverse, pur in presenza di economie di scala, come, per esempio, la produzione flessibile su larga scala, la produzione flessibile su piccola scala, la produzione di massa, la produzione industriale basata su tecnologie rigide associate a sistemi organizzativi flessibili e la tradizionale produzione artigianale. Le considerazioni che riguardano le economie di scala sono dunque importanti, ma non sufficienti a spiegare la dimensione dell’impresa e la struttura di mercato. È necessario tener conto anche dei fattori legati allo sviluppo delle capabilities e alla gestione dei costi di transazione.

## Le economie di scala nella storia dell'analisi economica

### Le economie di scala negli economisti classici
Le economie di scala hanno attirato l'attenzione degli economisti dagli albori dell'economia politica.
La prima grande analisi sistematica dei vantaggi della divisione del lavoro manifatturiera atta a generare economie di scala, sia in senso statico che dinamico, fu quella contenuta nel famoso Libro Primo de La ricchezza delle nazioni (1776) di Adam Smith, generalmente considerato il fondatore dell'economia politica come disciplina autonoma.
In generale tutti gli economisti classici pongono particolare attenzione alle economie di scala (ad esempio David Ricardo e Thomas Robert Malthus). Va tuttavia notato che, sebbene essi spesso evidenzino l'esistenza di una relazione positiva tra scala di produzione e diminuzione dei costi di produzione, più o meno consapevolmente non assumono mai un tale tipo di relazione a livello della singola unità produttiva, che è ipotizzata al contrario sempre operante a rendimenti costanti, ma ad un livello più aggregato, in genere il settore merceologico.
Tra gli economisti classici maggiori solo John Stuart Mill, nel Cap. IX del Libro primo dei suoi Principles, richiamandosi al lavoro di Charles Babbage (Sull'economia delle macchine e delle manifatture), analizza diffusamente le relazioni tra rendimenti crescenti e scala di produzione all'interno dell'unità produttiva. Mill comunque non sembra cogliere appieno le conseguenze di tale assunzione.

### Le economie di scala in Marx
Ne Il Capitale (1867), Karl Marx richiamandosi a Charles Babbage più che a Mill (verso il quale nutre una bassissima considerazione), analizza diffusamente le economie di scala interne all'impresa e ne conclude che come tali queste siano uno di quei fattori che inevitabilmente porteranno alla sempre maggiore concentrazione del capitale. Marx osserva che nel sistema
capitalistico le condizioni tecniche del processo lavorativo sono di continuo rivoluzionate per aumentare la forza produttiva del lavoro e aumentare il plusvalore. Secondo Marx “con la cooperazione di molti operai [...] si ottiene”, da una parte, “un'economia nell'impiego dei mezzi di produzione”, dall’altra, un incremento della produttività dovuto all'aumento della divisione del lavoro. Inoltre l'aumento delle dimensioni del macchinario permette di realizzare rilevanti economie nei costi di costruzione, installazione ed esercizio. La tendenza a sfruttare le economie di scala comporta un continuo incremento del volume della produzione che, a sua volta, richiede un'espansione costante delle dimensioni del mercato. Tuttavia, se il mercato non si espande allo stesso ritmo degli incrementi della produzione, si possono manifestare crisi di sovrapproduzione. Secondo Marx il sistema capitalistico è dunque caratterizzato da due tendenze, connesse alle economie di scala: verso una sempre maggiore concentrazione e verso crisi economiche da sovrapproduzione.

### Le economie di scala in Marshall
Sebbene molti dei concetti essenziali della svolta marginalista erano già stati enunciati quando, nel 1890, i Principles of Economics, l'opera prima di Alfred Marshall, venne pubblicata (la Theory of Political Economy di William Stanley Jevons uscì nel 1871 e i Principles of Political Economy di Henry Sidgwick nel 1883), Alfred Marshall viene unanimemente considerato l'autore più innovativo e sistematico di quel periodo.

#### Le economie di scala inEconomics of Production
Economics of Production vide la luce nel 1879, scritto insieme alla moglie, Mary Paley Marshall, e rappresenta il primo vero lavoro sistematico di Marshall giunto a pubblicazione. Secondo le intenzioni degli autori il libro "si fonda sulle idee enunciate nei Principi di Economia Politica di Mill".
Nel Cap. VIII del Libro primo Marshall si occupa degli effetti della divisione del lavoro sui costi di produzione. A tale proposito afferma:
"Troveremo che alcuni vantaggi della divisione del lavoro si possono ottenere solo nelle fabbriche molto grandi, ma che molti di essi, più di quanto sembri a prima vista, possono essere conseguiti da piccole fabbriche e laboratori, purché ve ne sia un numero elevato nella stessa attività".
In questo passo c'è da un lato il riconoscimento da parte di Marshall dell'esistenza di una relazione tra scala di produzione dell'impresa e costi di produzione, in sintonia con Mill; mentre dall'altro c'è la tendenza in Marshall a ridimensionare la portata del principio appena affermato, riconoscendo l'esistenza di un altro tipo di economie, in un certo senso esterne all'impresa ed interne all'"attività".
Poi Marshall indica prima i vantaggi derivanti dalla scala di produzione; segnatamente:
- le maggiori economie realizzabili da una grande azienda "nella sistemazione di fabbricati, macchine a vapore e altro macchinario; e anche in lavori come quelli di impiegati, portinai, ecc."
- la maggiore possibilità di meccanizzare il procedimento.
- i maggiori incentivi ad innovare ("fare esperimenti di incerto successo").
- le "facilitazioni di acquisto e di vendita" (quelle che oggi sono chiamate economie di scala monetarie).
- i vantaggi derivanti dalla maggiore varietà dei prodotti offerti.

Successivamente Marshall elenca i vantaggi che alle piccole imprese derivano dalla localizzazione dell'attività produttiva, soprattutto attraverso:
- lo sviluppo di industrie ausiliari, sia quelle che "facilitano la comunicazione fra i vari tipi di attività", sia quelle che "fabbricano strumenti e macchine particolari richieste nel processo produttivo";
- la diffusione delle conoscenze tecniche e l'educazione alle abilità e al gusto necessari all'attività produttiva;
- la circolazione delle idee;
- il facile reperimento di manodopera specializzata e la facilità con cui i lavoratori specializzati trovano impiego.

#### Le economie di scala nellaTeoria pura dei prezzi interni
La teoria pura dei prezzi interni (The pure theory of domestic values), sebbene composta diversi anni prima della sua pubblicazione, negli anni compresi tra il 1869 e il 1873, venne resa nota solo nel 1879, stampata privatamente da Henry Sidgwick per essere inviata ai maggiori economisti dell'epoca, inglesi e non.
In questo saggio viene dedicato abbastanza spazio alla discussione delle economie di scala. Qui Marshall è, rispetto a Economics of Production, ancora più esplicito nel limitare la portata della relazione negativa tra scala di produzione e costi medi.
Ai vantaggi della produzione su larga scala Marshall contrappone, ancora una volta, i vantaggi derivanti dalla localizzazione dell'attività produttiva (industrie sussidiarie, addestramento ed economie delle capacità tecniche, circolazione delle idee); tali vantaggi diventano rilevanti soprattutto nelle "industrie manifatturiere", cioè per lui quelle:
- "i cui prodotti possono essere trattati all'ingrosso";
- "che non richiedono il contatto diretto tra produttore e consumatore";
- "che non si occupano dell'estrazione di materie prime della terra";
- "che ammettano la possibilità d'impiego di mano d'opera e di macchinari specializzati".

Quando dunque suppone operanti economie di scala e la curva di offerta assume inclinazione negativa, Marshall guarda anche e soprattutto alle economie di scala che si realizzano nell'intero settore produttivo.

#### Le economie interne ed esterne neiPrinciples
I Principi di economia (Principles of Economics) giunsero a pubblicazione nel 1890 e rappresentano l'opera prima di Marshall.
Nei Principi Marshall rende piena la divisione già presente nei precedenti lavori e afferma esplicitamente:
"Le economie derivanti da un aumento della scala di produzione di una data specie di merci possono suddividersi in due categorie: in primo luogo quelle dipendenti dallo sviluppo generale dell'industria; e in secondo luogo, quelle dipendenti dalle risorse delle singole imprese, dalla loro organizzazione e dall'efficienza della loro amministrazione. Possiamo chiamare le prime economie esterne, e le seconde economie interne."
Qui Marshall porta alle logiche conseguenze quanto affermato nei precedenti lavori e "crea" la nozione di economie esterne, cioè quel particolare tipo di economie di scala collegate non alla scala di produzione dell'unità produttiva, ma a quella del settore. Nei Principi quindi egli allenta il legame esistente tra i vantaggi derivanti dall'aumento del volume complessivo della produzione e quelli derivanti dalla localizzazione, anche se esso non viene mai completamente meno: le principali economie esterne sono per lui ancora quelle "economie che risultano dallo sviluppo di industrie connesse che si aiutano a vicenda; e che talvolta sono concentrate nella stessa località", anche se in ogni caso "si valgono dei mezzi moderni di comunicazione offerti dalle ferrovie, dal telegrafo e dalla stampa"
Per quanto concerne le economie interne, cioè le economie di scala come normalmente intese, Marshall osserva che "i vantaggi della produzione su larga scala si vedono nel modo migliore nell'industria manifatturiera", e classifica tali vantaggi in tre tipi:
- economie delle capacità personali;
- economie delle macchine;
- economie dei materiali.

Riguardo all'ultimo tipo, per il quale richiama il celebre esempio di Charles Babbage sulla lavorazione del corno, osserva che va perdendo rapidamente di importanza rispetto agli altri due, e che in certo qual modo, per gli aspetti che ancora interessano, può essere ricompreso nel primo tipo. Nota poi che, sebbene sia spesso grande il divario nel grado di efficienza nell'utilizzo delle macchine tra piccola e grande impresa, tuttavia, anche laddove tale tipo di economia non vi sia, anche allora il grande imprenditore risulta favorito; e questo per via:
- dei "risparmi sui fabbricati, specialmente per ciò che riguarda le ciminiere";
- dell'economia "della forza vapore e nell'amministrazione e nelle riparazioni dei motori e delle macchine";
- della possibilità di godere di facilitazioni nell'acquisto e nella vendita di beni e servizi, derivanti dalla grandezza delle quantità scambiate e dei servizi richiesti;
- della possibilità di spendere grandi somme per pubblicizzare i propri prodotti;
- della "concentrazione dei rischi di impresa nelle mani di grandi capitalisti".

Per quanto concerne l'economia di capacità personali, oltre quelle derivanti da un utilizzo più efficiente della manodopera, Marshall sottolinea il grande vantaggio derivante alla grande impresa dalla suddivisione del lavoro di amministrazione.
Quanto poi alla considerazione che l'esistenza di economie interne di scala porti inevitabilmente alla creazione di monopoli, Marshall osserva che “alcuni, tra i quali lo stesso Cournot”, hanno considerato “le economie interne […] apparentemente senza notare che le loro premesse conducevano inevitabilmente alla conclusione che, qualsiasi impresa fosse stata in grado di acquistare il vantaggio della prima mossa avrebbe potuto conquistare il monopolio dell’intero settore di attività”. Marshall, pur ammettendo che tale tendenza è inevitabile, ritiene tuttavia che vi siano fattori che ne limitano l'operare, e segnatamente:
- la morte dell'imprenditore e la difficoltà che i successori alla guida dell'impresa ne condividano le capacità imprenditoriali;
- la difficoltà di raggiungere nuovi mercati per le proprie merci;
- la crescente difficoltà di riuscire ad adeguarsi ai cambiamenti nella domanda e ai nuovi mezzi e metodi di produzione.

Con riferimento alle dinamiche sottostanti alla crescita e alla caduta delle imprese Marshall osserva:
"Qui possiamo trovare qualcosa da imparare dagli arboscelli delle foreste che crescono e si innalzano in mezzo all'ombra malefica dei più vecchi rivali. Molti soccombono nel cammino, pochi soltanto sopravvivono; ma questi pochi divengono ogni anno più forti, ottengono una quantità sempre maggiore di luce e di aria a grado a grado che crescono, e alla fine sovrastano le piante vicine, e pare che debbano crescere sempre, e diventare sempre più forti. Ma non accade così. Potrà avvenire che un albero mantenga il pieno vigore e cresca di più di un altro, ma presto o tardi l'età farà sentire su tutti i suoi effetti. Le piante maggiori, sebbene godano più luce e aria delle rivali, tuttavia perdono gradatamente vitalità; e l'una dopo l'altra cedono il posto ad altre le quali, pur avendo minor forza materiale, posseggono però il vigore della gioventù."

### La critica di Sraffa
L'articolo di Piero Sraffa, Sulle relazioni tra costo e quantità prodotta, apparso sugli Annali di Economia nel 1925, rappresenta la prima espressione di quella tendenza, manifestatasi più tardi, alla critica dell'impostazione marginalista e ad un ritorno alle formulazioni classiche. L'articolo stesso venne seguito da un altro, pubblicato nell'Economic Journal del dicembre 1926, dal titolo The Laws of Returns under Competitive Conditions, che del primo rappresenta il sunto e viene comunemente considerato l'origine degli studi sulla concorrenza monopolistica.
Riguardo alle economie interne di scala Sraffa in modo lapidario afferma:
"I casi nei quali la produttività cresce in conseguenza di variazioni nelle dimensioni della singola azienda non possono trovar posto nella teoria della determinazione del prezzo in regime di libera concorrenza, poiché è chiaro che, se un'azienda può diminuire i suoi costi senza limite aumentando la produzione, essa continuerà a ridurre il prezzo di vendita fino a che non avrà conquistato tutto il mercato, ed allora si sarà usciti dall'ipotesi di concorrenza; quindi non ci fermiamo ad analizzarli."
Secondo Sraffa anche Marshall arriva presto a tale conclusione. Per giustificare l'operare della legge dei rendimenti crescenti senza che questo entri in conflitto con l'ipotesi di libera concorrenza, Marshall tende ad evidenziare i vantaggi della localizzazione dell'attività produttiva e delle economie esterne legate alla quantità prodotta dall'intera industria. Ma secondo Sraffa questo non basta: "non si può infatti presumere che ad ogni aumento di produzione corrisponda una maggiore localizzazione dell'industria e ad ogni diminuzione un diffondersi degli stabilimenti sopra un territorio più esteso". Non solo, Sraffa osserva che, per poter avere una qualche influenza sul prezzo di offerta, tali economie dovrebbero essere sì esterne alla singola impresa, 
ma interne al settore. Tuttavia, come Marshall stesso riconosce, le economie di scala, “possono raramente essere allocate esattamente in una precisa industria: esse sono in gran misura presenti in gruppi spesso larghi gruppi, di industre correlate. In ogni caso, nota Sraffa, “nei casi in cui le economie esterne […] esistono, esse non sono associate a piccoli incrementi della produzione”. Sraffa conclude che, anche se la presenza di economie esterne all’impresa e interne all’industria può essere un importante elemento che contribuisce a spiegare lo sviluppo industriale locale, nella teoria dei prezzi di equilibrio delle singole industrie, non può svolgere un ruolo importante perché questa teoria è basata su cambiamenti marginali, ossia molto piccoli, delle quantità prodotte.
Per Sraffa la "simmetria fondamentale" delle forze di domanda e offerta su cui poggia tutta la teoria del valore in Marshall, risulta essere alla prova dei fatti "una costruzione ipotetica ed irreale".
Nell'articolo del '26 Sraffa suggerisce la possibilità di "abbandonare la via della libera concorrenza" per rivolgersi verso lo studio di imprese che, da un lato, siano dotate di un proprio mercato particolare, ma che dall'altro non si trovino in condizioni di puro monopolio (Questo stimolò tutta una serie di studi sui casi di concorrenza imperfetta a Cambridge). Mentre, laddove venisse mantenuta l'ipotesi di concorrenza perfetta, le economie di scala dovrebbero essere escluse.